# Shib Koh (huyện)
Shib Koh là một huyện thuộc tỉnh Farah, Afghanistan. Dân số thời điểm năm 1999 là 16,401 người.